# Wildseeloder
Le Wildseeloder est une montagne qui s’élève à 2 118 m d’altitude dans les Alpes de Kitzbühel, en Autriche.